# علی جرایه
علی جرایه (زادهٔ ۱ مهر ۱۳۵۰ در سراب باغ - درگذشتهٔ ۱ اسفند ۱۳۶۲ در مهران)، نوجوان‌ترین رزمندهٔ جان‌باخته در جنگ ایران و عراق اهل ایران بود.
علی جرایه فرزند سوخته زار و شهربانو در ۱ مهر سال ۱۳۵۰ در یکی از روستاهای شهرستان آبدانان واقع در استان ایلام به نام سراب باغ متولد شد. دوران تحصیل خود را در مدارس «شهدا»، «طالقانی» و «سراب باغ» تا اول راهنمایی ادامه داد. در زمان جنگ ایران و عراق به عنوان رزمنده بسیجی به گردان ۵۰۵ محرم، تیپ ۱۱ امیرالمؤمنین سپاه پیوست و راهی جنگ شد.
او در ۱ اسفند سال ۱۳۶۲ طی عملیات والفجر ۵ در منطقه عملیاتی مهران در سن ۱۲ سالگی از ناحیه سر مورد اصابت خمپاره قرار گرفت و به ش‌هادت رسید.